# Kojły
Kojły – wieś w Polsce położona w województwie podlaskim, w powiecie hajnowskim, w gminie Czyże.
| SIMC    | Nazwa                 | Rodzaj    |
| ------- | --------------------- | --------- |
| 0026086 | Międzyłuże            | część wsi |
| 0026092 | Klim                  | część wsi |
| 0026100 | Czerniczniki          | część wsi |
| 0026117 | Na Seredniej          | część wsi |
| 0026123 | Na Siedziaszczym      | część wsi |
| 0026130 | Na Wypuście           | część wsi |
| 0026146 | Na Zadnim Hrudzie     | część wsi |
| 0026152 | Nad Kuraszewską Drogą | część wsi |
| 0026169 | Pod Osówką            | część wsi |
| 0026175 | W Naddatku pod Osówką | część wsi |

Wieś królewska w leśnictwie  bielskim w ziemi bielskiej województwa podlaskiego w 1795 roku. W latach 1975–1998 miejscowość administracyjnie należała do województwa białostockiego.
Prawosławni mieszkańcy wsi należą do parafii Zaśnięcia Najświętszej Maryi Panny w Czyżach, a wierni kościoła rzymskokatolickiego do parafii Podwyższenia Krzyża Świętego i św. Stanisława, Biskupa i Męczennika w Hajnówce.

## Historia
Pierwsze wzmianki o wsi pochodzą z Lustracji Województwa Podlaskiego z 1576 jako należącą do dóbr królewskich i zamieszkiwanej przez osoczników i pszczelarzy. Według spisu z końca XIX w. wieś była zamieszkiwana przez 516 osób.
Według Powszechnego Spisu Ludności z 1921 roku wieś zamieszkiwało 386 osób, wśród których 380 było wyznania prawosławnego, a 6 mojżeszowego. Jednocześnie wszyscy mieszkańcy zadeklarowali białoruską przynależność narodową. Były tu 84 budynki mieszkalne.

## Architektura
W Kojłach, nieopodal skrzyżowania, znajduje się drewniana, prawosławna kaplica pw. św. Aleksego zbudowana w 1909 roku.

### Zabytki
- kurhan prawdopodobnie wczesnośredniowieczny, na północ od wsi[13]
- kaplica prawosławna pod wezwaniem św. Aleksego zbudowana w 1909, podlegająca parafii w Czyżach.
- drewniana zabudowa wsi

## Turystyka
Przez wieś przebiega tzw. Carski Szlak (Carski Hostineć) biegnący przez Bielsk do Białowieży, którym podróżowali rosyjscy carowie oraz książęta i arystokraci.

## Galeria

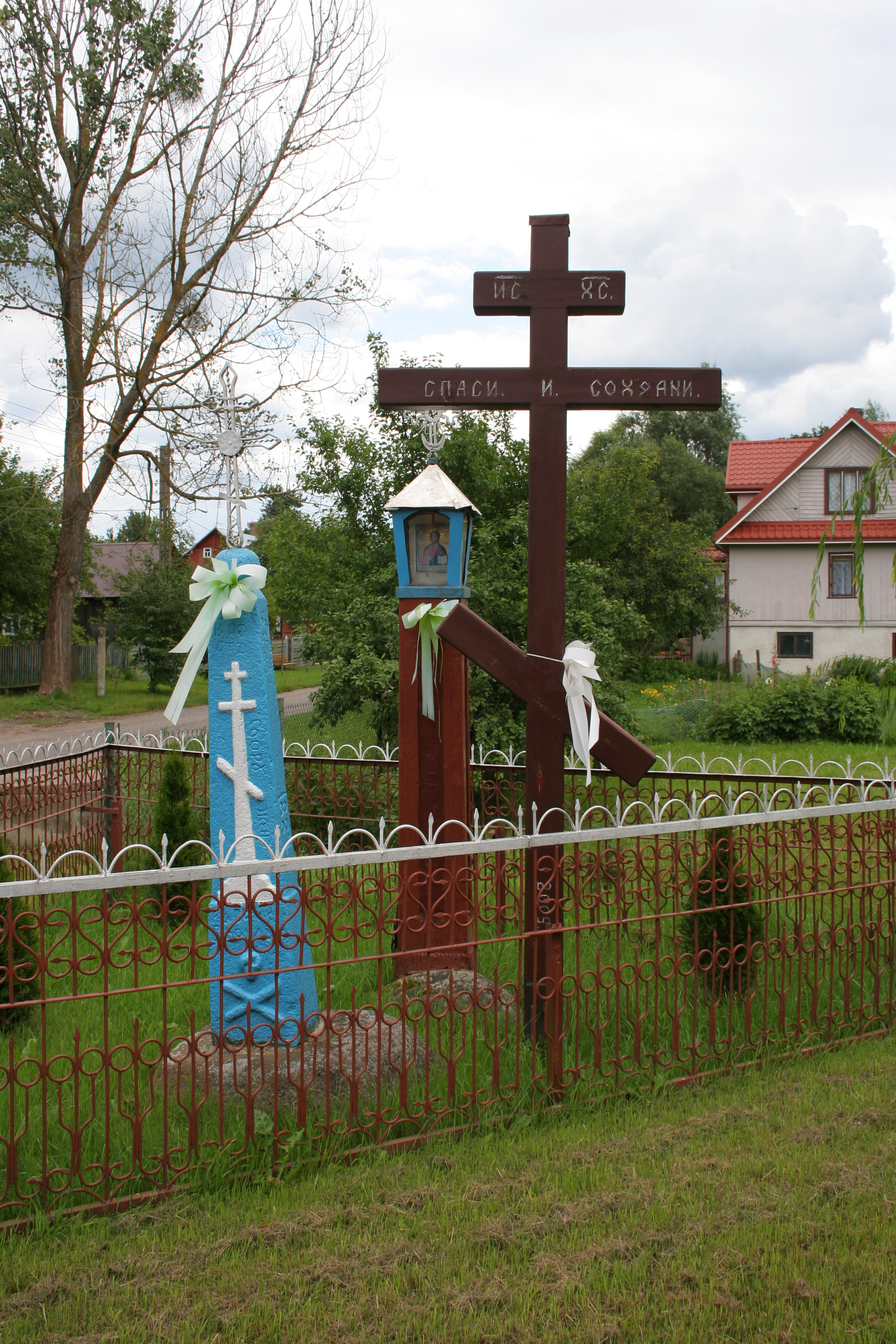
Krzyże wotywne
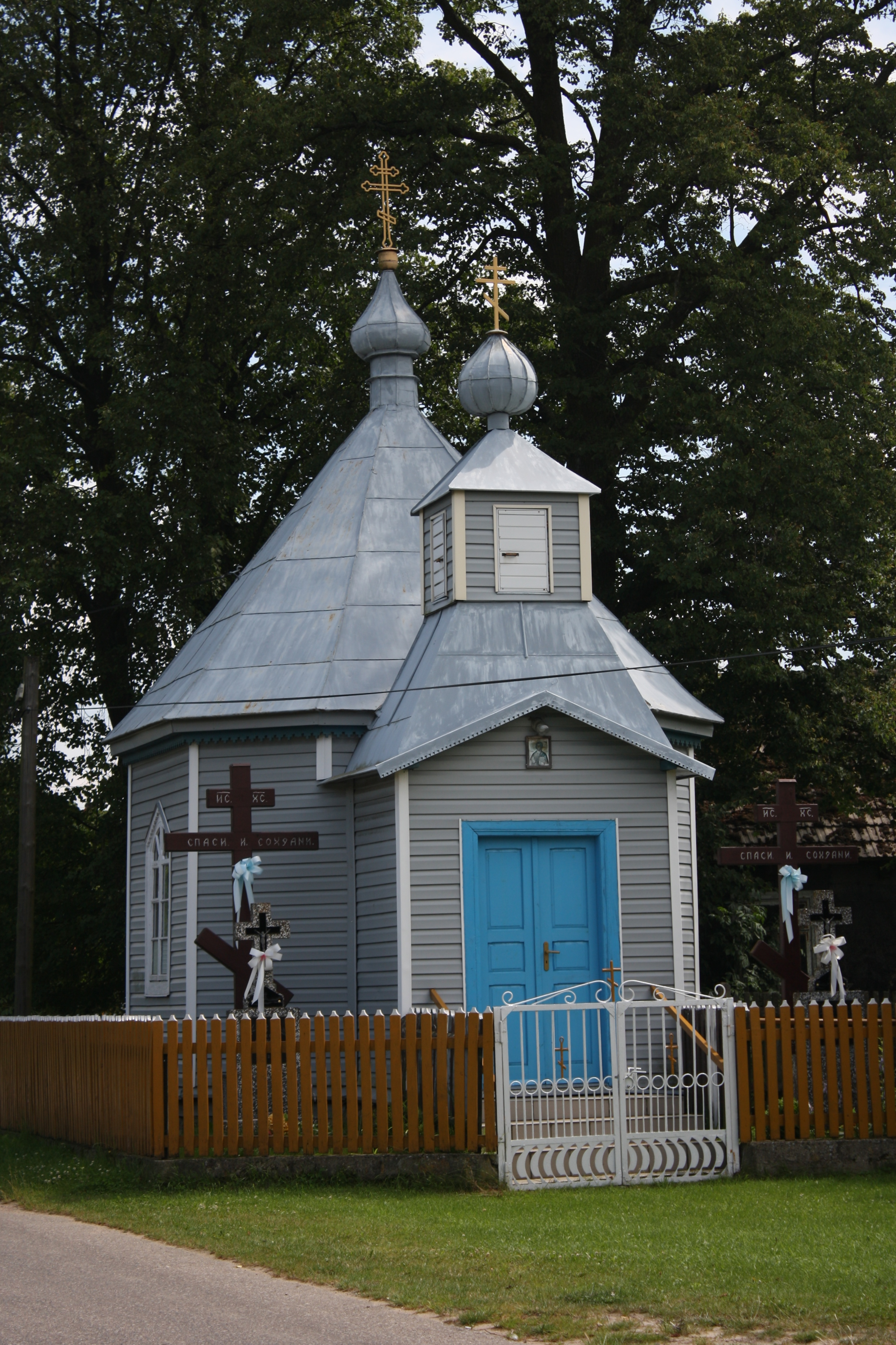
Kaplica św. Aleksego